# الدوري البرازيلي الدرجة الثالثة 2008
الدوري البرازيلي الدرجة الثالثة 2008 هو الموسم 19 من الدوري البرازيلي الدرجة الثالثة. أقيم خلال الفترة 6 يوليو 2008 وحتى 23 نوفمبر 2008، وأشرف على تنظيمه اتحاد البرازيل لكرة القدم، وكان عدد الأندية المشاركة فيه 63، وفاز فيه أتلتيكو غويانيينسي.